# Gustav von Graeve
Karl Friedrich Gustav Edler von Graeve (* 22. Februar 1792 in Berlin; † 29. April 1876 in Koblenz) war ein preußischer Generalmajor.

## Leben

### Herkunft
Gustav war der Sohn des preußischen Kriegs- und Domänenrats Johann Hieronymus Edler von Graeve (1737–1798) und dessen Ehefrau Friederike Luise Christiane, geborene von Hoffstedt (1766–1847). Nach dem frühen Tod ihres Mannes heiratete die Witwe 1801 den späteren Generalmajor Karl Pfendner von Merkatz.

### Militärkarriere
Graeve besuchte das Joachimsthaler Gymnasium in Berlin und trat am 6. Mai 1806 als Standartenjunker in das Kürassierregiment „von Heiling“ der Preußischen Armee ein. Im gleichen Jahr kämpfte er im Vierten Koalitionskrieg in der Schlacht bei Auerstedt und wurde am 9. April 1807 Junker im Freikorps „von der Marwitz“.
Nach dem Frieden von Tilsit war Graeve vom 12. Mai 1808 bis zum 23. Juli 1809 im Leib-Husaren-Regiment und kam anschließend als Sekondeleutnant in das Brandenburgische Husaren-Regiment. 1810/11 wurde er zur weiteren Ausbildung an die Allgemeine Kriegsschule kommandiert und Anfang März 1812 in das Regiment der Gardes du Corps versetzt.
Während der Befreiungskriege kämpfte er in den Schlachten bei Großgörschen, Bautzen, Leipzig und Paris, wo er den Sankt-Stanislaus-Orden II. Klasse erhielt.
Bis Juni 1815 stieg Graeve zum Rittmeister auf und wurde am 5. April 1816 zum Kompaniechef ernannt. In gleicher Eigenschaft war er ab dem 13. Juli 1817 im 7. Ulanen-Regiment tätig, wurde am 13. Juli 1827 zum Major befördert und 1831 mit dem Dienstkreuz ausgezeichnet. Am 30. März 1837 beauftragte man Graeve kurzzeitig mit der Führung des 3. Dragoner-Regiments. Er übernahm dann am 13. April 1837 die Führung des 8. Kürassier-Regiments und wurde am 14. Januar 1838 zum Regimentskommandeur ernannt. Am 30. März 1839 folgte seine Beförderung zum Oberstleutnant und am 10. September 1840 zum Oberst. Als solcher erhielt Graeve am 23. September 1844 den Roten Adlerorden III. Klasse mit Schleife. Unter Verleihung des Charakters als Generalmajor nahm er am 7. Februar 1846 seinen Abschied mit der gesetzlichen Pension. Er starb am 29. April 1876 in Koblenz.
Sein Brigadekommandeur schrieb 1842 in seiner Beurteilung: „Die vielseitige wissenschaftliche Bildung des Oberst von Graeve, große Gewandtheit, Sachkenntnis und Eifer im Dienst, die sich in dem vortrefflichen Zustand des Regiments zeigt, sind lobend hervor zu heben und befähigen den Genannten zur Weiterbeförderung in der Tour.“

### Familie
Graeve heiratete am 17. April 1817 in Potsdam Marianne Hyazinthe Ritz (1800–1872). Das Paar hatte mehrere Kinder:
- Marie Cäcilie (* 1819) ⚭ Otto Leopold von Krieger (1810–1880), fürstlich schwarzburg-sondershausinscher Kammerherr[1][2]
- Adolf Alfred (1820–1883), Ingenieur ⚭ 1849 Jeannette Gehrt (1821–1913)
- Friedrich Wilhelm Mortimer (* 1824), Landwirt ⚭ 1857 Rosalie Friederike Therese Knaff (* 1833)
- Helene Clara Olga (* 1827) ⚭ Carl Eduard Cassirer (Cassierer), Chemiker und Apotheker, Mitbesitzer der Firma Cassirer & Helborn[3]